# The Long Road (film)
The Long Road è un cortometraggio muto del 1911 diretto da D.W. Griffith.

## Trama
Dopo aver perso il fidanzato per un'altra, Edith entra in convento, diventando suora. Anni dopo, ritrova l'uomo che è caduto in miseria. Segretamente, Edith aiuta la sua famiglia.

## Produzione
Il film fu prodotto dalla Biograph Company. Venne girato a Fort Lee, in New Jersey, dove aveva sede la casa di produzione.

## Distribuzione
Distribuito dalla General Film Company, il film - un cortometraggio di una bobina - uscì nelle sale cinematografiche statunitensi il 26 ottobre 1911.